# Несліхан Атагюль
Несліхан Атагюль Догулу (тур. Neslihan Atagül Doğulu; нар. 20 серпня 1992, Стамбул) — турецька акторка і модель.

## Біографія
Несліхан Атагіл Догулу народилася 20 серпня 1992 року в Стамбулі у сім'ї Ясар Сен Атагюль. Жила зі своєю родиною у Стамбулі. Батько Несліхан був водієм, а її мати — домогосподарка. Її батько черкеського походження, а мама — білоруського. У неї є брат на ім'я Ілкай.

## Особисте життя
Несліхан почала зустрічатися з актором Кадиром Догулу у жовтні 2013 року. Вони заручилися в листопаді 2015 року, а одружилися в липні 2016 року.

## Фільмографія
| Кіно           | Кіно               | Кіно                             | Кіно                                        |
| Рік            | Оригінальна назва  | Українська назва                 | Роль                                        |
| -------------- | ------------------ | -------------------------------- | ------------------------------------------- |
| 2006           | Ilk Ask,           | Перше кохання                    | Бахар                                       |
| 2011           | Araf               | Чистилище                        | Зехра                                       |
| 2015           | Senden Bana Kalan  | Все, що мені залишилось від тебе | Еліф                                        |
| Телебачення    |                    |                                  |                                             |
| 2006-2010 рр   | Yaprak Dökümü      | Листопад                         | Дениз                                       |
| 2011-2013 рр.  | Hayat Devam Ediyor | Життя триває                     | Sirin                                       |
| 2011 р.        | Canim babam        | Дорогой папочка                  | Пінар                                       |
| 2011-2012 рр   | Kalbim Seni Seçti  | Моє серце вибрало тебе           | Мелис                                       |
| 2013-2014 рр   | Fatih Harbiye      | Дві особи Стамбула               | Неріман                                     |
| 2015-2017 рр   | Kara Sevda         | Нескінченне кохання              | Ніхан Сезін Козджуоглу / Ніхан Сезін Сойдер |
| 2018 р.        | Dip                | Дно                              | Bilge                                       |
| 2019 -2021 рр. | Sefirin Kizi       | Крила кохання                    | Наре Челебі                                 |
| 2022-          | Gecenin Ucunda     | Наприкінці ночі                  | Маджіде                                     |

## Нагороди
| Рік    | Нагорода                                                   | Категорія                              | Праця               | Результат |
| ------ | ---------------------------------------------------------- | -------------------------------------- | ------------------- | --------- |
| 2007   | 14-й кінофестиваль «Золотий кокон»                         | Молода актриса, що подає надію         | Перше кохання       | Перемога  |
| 2012   | Московський кінофестиваль «Завтра»                         | Тепер і майбутня краща актриса         | Араф                | Перемога  |
| 2012   | 19-й кінофестиваль «Золотий кокон»                         | Молода актриса, що подає надію         | Араф                | Перемога  |
| 2012   | 25. Токійський міжнародний кінофестиваль                   | Краща акторка                          | Араф                | Перемога  |
| 2012   | Міжнародний кінофестиваль у Пуні                           | Найкраща продуктивність                | Араф                | Перемога  |
| 2012   | 45. Нагороди Асоціації письменників кіно                   | Краща акторка                          | Араф                | Перемога  |
| 2013   | 16. Міжнародний фестиваль жіночих фільмів Uçan Broom       | En Young Actress                       | Араф                | Перемога  |
| 2016   | 16. Magazinci.com Інтернет-медіа (Bests)                   | ТВ-актриса року                        | Нескінченне кохання | Перемога  |
| 2016   | 7. Премія KTÜ Media Awards                                 | Найпопулярніша актриса                 | Нескінченне кохання | Номінація |
| 2016   | Егейський університет 5. Медіа-премії                      | Краща актриса телебачення              | Нескінченне кохання | Номінація |
| 2016   | МГД 22. Нагороди «Золотий об'єктив»                        | Краща акторська драма                  | Нескінченне кохання | Перемога  |
| 2016   | 6. Ayaklı газета ТВ Зірки Нагороди                         | Краща актриса телевізійної драми       | Нескінченне кохання | Номінація |
| 2016   | 11 Сеульська міжнародна драматична премія                  | Краща акторка                          | Нескінченне кохання | Номінація |
| 2016   | 43. Золоті метелики Pantene нагороди                       | Краща акторка                          | Нескінченне кохання | Номінація |
| 2016   | 43. Золоті метелики Pantene нагороди                       | Краща телевізійна пара (Ніхан і Кемал) | Нескінченне кохання | Номінація |
| 2017 р | 5 Білкент ТВ нагороди                                      | Краща акторська драма                  | Нескінченне кохання | Номінація |
| 2017 р | 1. Нагороди Мюзіконейра                                    | Краща актриса телебачення              | Нескінченне кохання | Перемога  |
| 2017 р | 1. Туреччина нагороджує дітей                              | Краща актриса телебачення              | Нескінченне кохання | Номінація |
| 2020 р | 3-й Міжнародний Ізмірський кінофестиваль «Золота Артеміда» | Краща акторка                          | Дочка посла         | Перемога  |
| 2021 р | Премія DIAFA 2021                                          | Краща міжнародна акторка               | Дочка посла         | Перемога  |